# Теодор Цегельський
Теодо́р Цеге́льський  (21 / 22 лютого 1861, Закомар'я, Золочівський повіт, Королівство Галичини та Володимирії, Австро-Угорщина  — 28 червня 1939, Струсів, Галичина, на той час у складі Польщі) — український церковний і громадський діяч у Галичині, греко-католицький священник, почесний член товариства «Просвіта», довголітній парох м. Струсова, організатор Теребовельщини.

## Життєпис

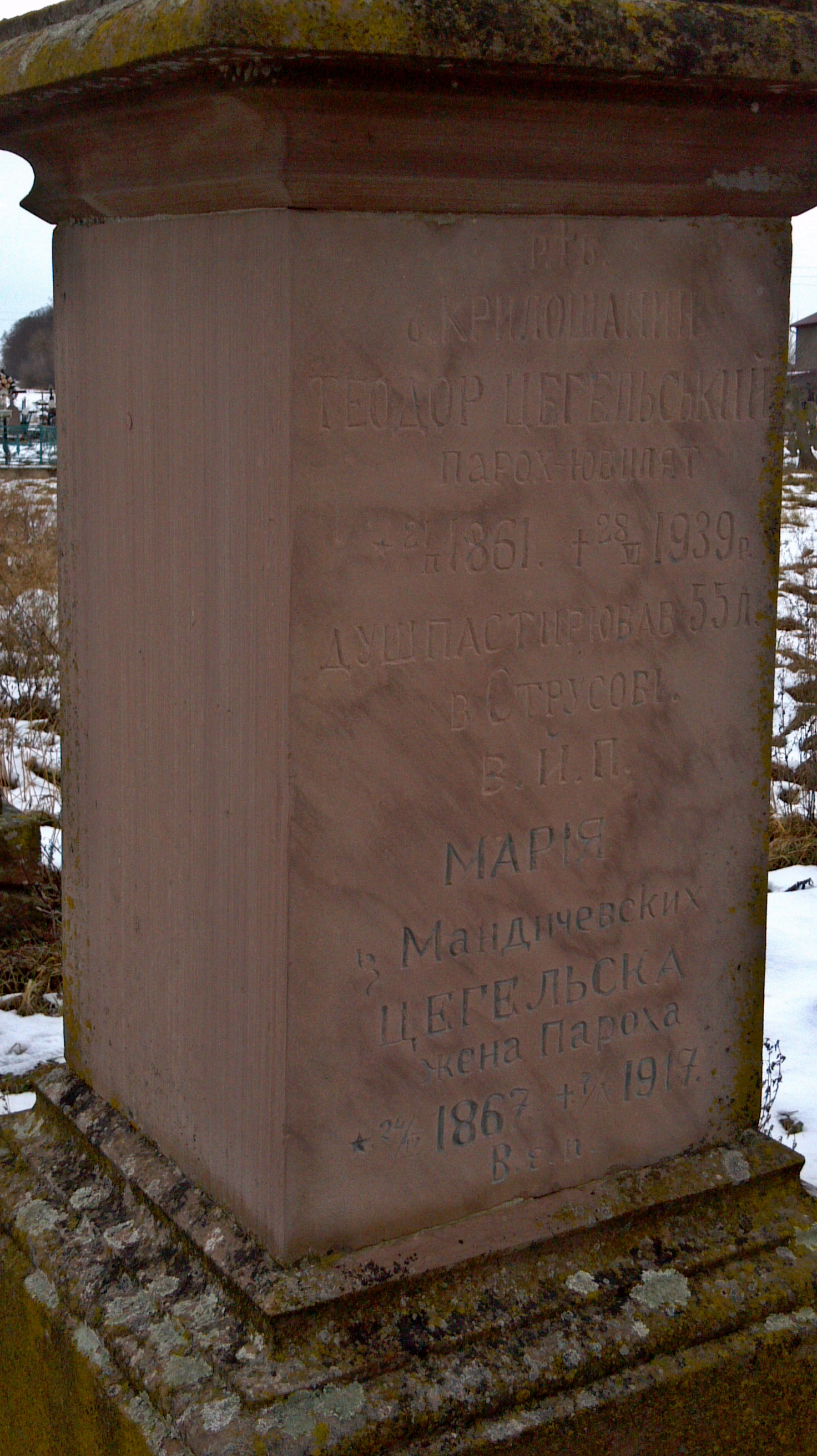
Напис на пам'ятнику на могилі Т.Цегельського.

Отець Теодор Цегельський народився 22 лютого 1861 року в Закомар'ю Золочівського повіту в сім'ї, яка належала до давнього священничого роду, що вів свій родовід від середини XVIII століття. Був сином о. Томи Віктора Цегельського і Теодори Богачевської.

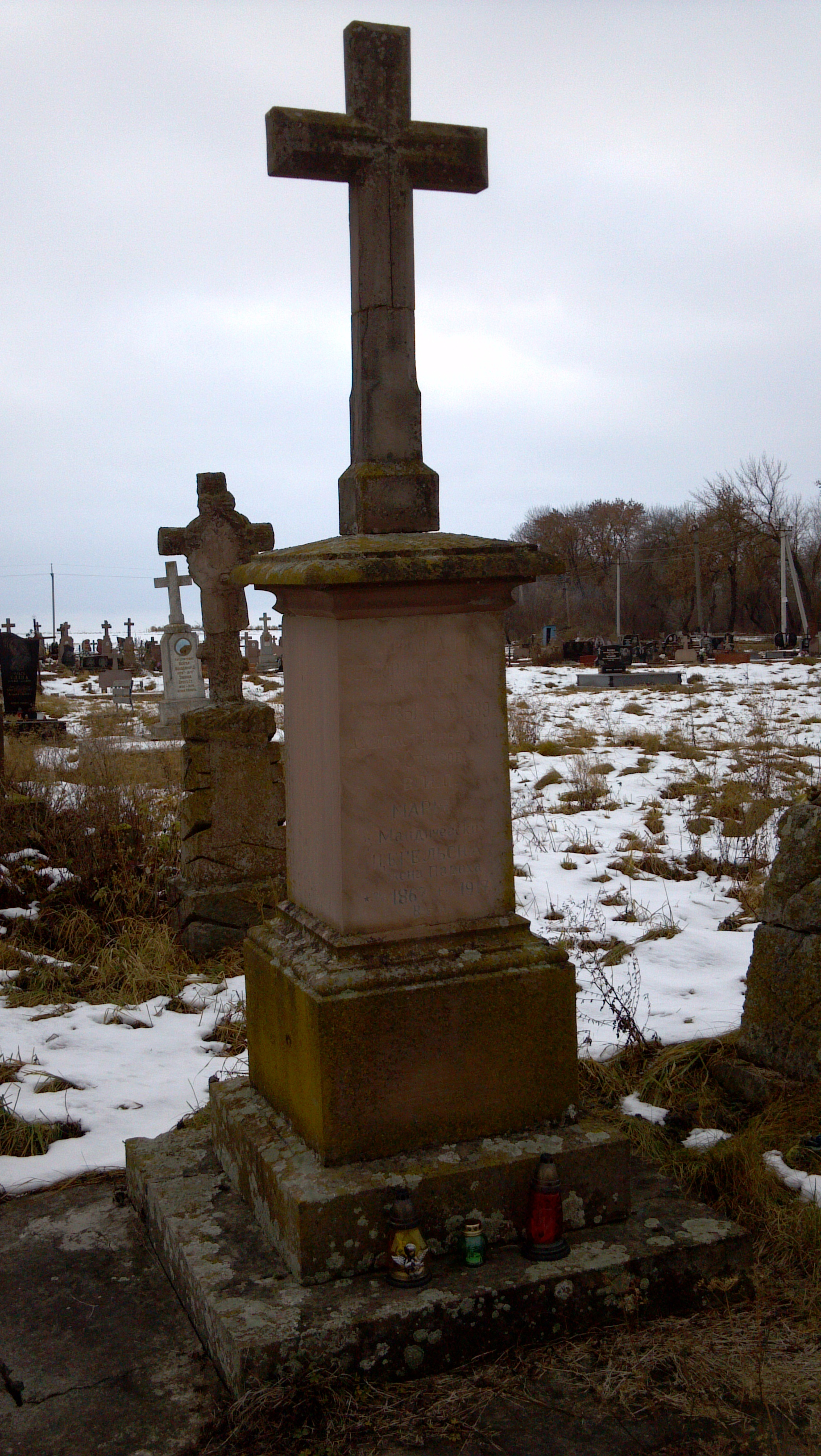
Пам'ятник на могилі Теодора Цегельського у Струсові у грудні 2021 р.

Рано втративши батька, Теодор виховувався під опікою свого стрийка о. Льва Цегельського з Висоцька, а потім — о. Михаїла Цегельського з Кам'янки-Струмилової. У 1880 році закінчив із відзнакою Бережанську гімназію і поступив на теологічні студії у Львові, які закінчив у 1883 році. Одружився з Марією Магдалиною Мандичевською — донькою о. Порфирія Мандичевського та Магдалини з дому Рогаль-Левицької.
У 1884 рукоположений на священника. Короткий час був сотрудником у Кам'янці-Струмиловій. Потім його доля пов'язана з містечком Струсовом на Теребовлянщині, де працював сотрудником, завідателем і нарешті — довголітнім парохом аж до смерті. Отець Теодор Цегельський був відомим і авторитетним суспільно-громадським діячем не лише в самому Струсові, але і в цілому Теребовельському повіті та й поза ним. Завжди діловий і активний, він був одним з визначніших діячів свого часу, головою або членом майже всіх українських інституцій як у Струсові, так і в Теребовлі. Зокрема, був засновником і першим секретарем «Хлопської ради» (1890). Також був почесним членом Головного Товариства «Просвіта» у Львові та заступником голови Надзірної Народної Ради.
У 1901 році в Теребовлі створено філію «Просвіти», першим головою якої став о. Теодор Цегельський. При всіх повітових імпрезах виступав з патріотичними промовами, в яких переконував, що дорогою просвіти, господарською розбудовою та самовистачальністю український народ здобуде кращу долю.
У Струсові о. Теодор вибудував нову церкву. Як священик він відзначений крилошанським хрестом, був шамбеляном та совітником (радником) (як тоді йменувалося) Митрополичої Консисторії. Часто друкував свої проповіді та дописував на актуальні теми до тогочасних часописів. Він першим у 1904 році заснував у Струсові ощадно-кредитовий кооператив «Власна поміч», а згодом у цілому Тернопільському повіті заснував 22 кооперативи. До результатів його суспільно-громадської діяльності також можна віднести збудований у Струсові «Народний Дім», засновану Касу Задаткову, що згодом прийняла назву «Україн-Банк». Отець Теодор, як і більшість передових священиків того часу, особливу увагу приділяв невпинній боротьбі з пияцтвом.

Отець Теодор Цегельський помер 28 червня 1939 року в Струсові. 